# Tyler James Williams
Tyler James Williams (ur. 9 października 1992 w hrabstwie Westchester) – amerykański aktor, piosenkarz i raper. Najstarszy syn piosenkarki i autorki tekstów piosenek Angeli Williams i sierżanta policji Le'Roya Williamsa. Jego dwaj młodsi bracia to Tyrel Jackson (ur. 1997) i Tylen Jacob (ur. 2002).

## Filmografia
- 2000: Mały Bill jako Bobby
- 2000: Ulica Sezamkowa w roli samego siebie
- 2003: Late Night with Conan O'Brien
- 2003: Saturday Night Live jako adoptowany syn Jacka Blacka
- 2005: Podwójna gra jako gość na przyjęciu
- 2005: Prawo i porządek: sekcja specjalna jako Kyle McGovern
- 2005: Wszyscy nienawidzą Chrisa jako Chris Rock
- 2005: Hi-Jinks w roli samego siebie
- 2006: Po rozum do mrówek jako Niebieski Teammate (głos)
- 2006: Unaccompanied Minors jako Charlie Goldfinch
- 2006: I ty możesz zostać bohaterem jako dodatkowe głosy
- 2009: Detoks jako Kenji Simon
- 2009: True Jackson jako Justin "Lil' Shakespeare" Weber
- 2010: Batman: Odważni i bezwzględni jako Firestorm (głos)
- 2011: Dr House jako Landon Parks
- 2012: Let It Shine jako Cyrus DeBarge
- 2012: Go On jako Owen
- 2012: Szczury laboratoryjne jako Leo z przyszłości
- 2014–15: Żywe trupy jako Noah
- 2015: Zabójcze umysły jako Russ "Monty" Montgomery
- 2015: Gracze jako frajer
- 2015: W roli mamy jako Jamal
- 2016: Żywe trupy jako Noah
- 2016–2017: Zabójcze umysły: poza granicami jako Russ "Monty" Montgomery

## Dyskografia
- Let It Shine Soundtrack (2012)
- Me, My Brother, And A Mic (2015)